# Валлоне, Раф
Раф Валло́не (итал. Raf Vallone), настоящее имя Раффаэ́ле Валло́не (итал. Raffaele Vallone; 17 февраля 1916, Тропеа, Калабрия, Италия — 31 октября 2002, Рим, Италия) — итальянский актёр и режиссёр театра и кино, футболист, журналист, партизан.

## Биография
Раффаэле Валлоне, более известный как Раф Валлоне, родился 17 февраля 1916 года в Тропеа (в итальянском регионе Калабрии) в семье обеспеченного адвоката и матери из аристократической семьи.
В детстве переехал с родителями в Турин и учился в лицее Liceo classico Cavour. Изучал литературу, право и философию в Туринском университете, где среди его педагогов были Луиджи Эйнауди и Леоне Гинзбург. После окончания университета некоторое время работал в юридической фирме своего отца.
В молодости Раффаэле Валлоне был профессиональным футболистом (полузащитником), играл в чемпионате Италии (Серия A). В сезоне 1935/36 в составе клуба «Торино» выиграл Кубок Италии. В 1934—1939 годах играл в составе клуба «Торино», в сезоне 1939—1940 года — в составе клуба «Новара», в сезоне 1940—1941 года — снова в составе клуба «Торино». После травмы, полученной в 1939 году, оставил профессиональный футбол в 1941 году и посвятил себя журналистике.
Впоследствии Раф Валлоне стал редакционным начальником отдела культуры в официальной газете Итальянской коммунистической партии «Унита», а также театральным и кинокритиком в туринской газете La Stampa. В литературных кругах Валлоне знакомится с прогрессивными итальянскими писателями, такими как, например, Альберто Моравиа, Чезаре Павезе и Итало Кальвино, общение с которыми значительно повлияло на его восприятие неореалистического направления в литературе и искусстве.
Во время Второй мировой войны Раф Валлоне принимал участие в борьбе с фашизмом в рядах Итальянского Движения Сопротивления.
Первое появление Рафа Валлоне в кино в качестве киноактёра состоялось в 1942 году в небольшой роли матроса в кинофильме «Мы — живые» по одноимённому роману Айн Рэнд. В 1946 году Раф Валлоне дебютирует на сцене в театре Teatro Gobetti в Турине в спектакле «Войцек» по пьесе Георга Бюхнера. Сначала Раф Валлоне не был заинтересован в кинематографе, но после того, как снялся в неореалистических кинофильмах режиссёра Джузеппе Де Сантиса «Горький рис» (1949) с Сильваной Мангано и Витторио Гассманом и «Нет мира под оливами» (1950) с Лючией Бозе, а также в фильме режиссёра Пьетро Джерми «Дорога надежды» (1950), Раф Валлоне становится одним из ведущих актёров итальянского неореализма и решает посвятить себя карьере киноактёра.
В 1950—1960-е годы Раф Валлоне много снимается в Европе и США, в том числе в фильмах «Запрещённый Христос» (1951) режиссёра Курцио Малапарте, «Анна» (1951) и «Пляж» (1954) — оба режиссёра Альберто Латтуада, «Рим в 11 часов» (1952) режиссёра Джузеппе Де Сантиса, «Знак Венеры» (1955) режиссёра Дино Ризи.
В 1952 году Раф Валлоне ненадолго возвращается на спортивную площадку и одновременно играет главную роль в кинофильме режиссёра Марио Камерини «Герои воскресного дня» — одного из немногих и лучших итальянских художественных кинофильмов о профессиональном футболе. В том же году в историко-биографической картине режиссёра Гоффредо Алессандрини «Красный плащ» Раф Валлоне играет роль народного героя Италии — Джузеппе Гарибальди — вместе с Анной Маньяни, сыгравшей роль Аниты Гарибальди.
В 1953 году во Франции заметной работой артиста стала роль Лорана в фильме режиссёра Марселя Карне «Тереза Ракен» по одноимённому роману Эмиля Золя, в котором Валлоне играл в паре с Симоной Синьоре. В этом фильме Раф Валлоне впервые играл роль на французском языке. Впоследствии артист будет сам делать дубляж своих ролей на иностранные языки, включая английский, а также часто будет выступать в театральных спектаклях на английском языке. В 1954 году Раф Валлоне сыграл во Франции в фильме режиссёра Жана Деланнуа «Одержимость» («Наваждение») в паре с Мишель Морган. В 1958 году Раф Валлоне сыграл в Испании в музыкальной мелодраме режиссёра Луиса Сесара Амадори «Продавщица фиалок» в паре с Сарой Монтьель. В 1960 году Валлоне снимается в драме режиссёра Витторио Де Сики «Чочара», главную роль в которой играет Софи Лорен. В 1961 году Валлоне снимается в исторической картине режиссёра Энтони Манна «Эль Сид» вместе с Софи Лорен и Чарлтоном Хестоном.
В 1958 году в Париже, а потом в 1967 году в Италии Раф Валлоне играет главную роль в театре в трагедии «Вид с моста» по пьесе Артура Миллера, которая впоследствии была экранизирована в кинематографе в 1962 году режиссёром Сидни Люметом и на телевидении Rai 2 в 1973 году. В 1962 году за главную роль в кинофильме режиссёра Сидни Люмета «Вид с моста» Раф Валлоне был удостоен итальянской Премии «Давид ди Донателло» за лучшую мужскую роль.
Раф Валлоне часто успешно сочетал съёмки в кино («Федра» (1962), «Кардинал» (1963), «Желание умереть» (1965), «Ограбление по-итальянски» («Итальянская работа») (1969), «Обратная сторона полуночи» (1977), «Греческий магнат» (1978), «Лев пустыни» («Омар Мухтар») (1981), «Крёстный отец 3» (1990)) с игрой в театре («Строитель Сольнес» Генрика Ибсена, 1975; «Герцогиня Maльфи» Джона Уэбстера, 1981; «Ностальгия» Франца Юнга, 1984; «Огни богемы» Рамона Марии дель Валье-Инклана, 1985; «Цена» Артура Миллера, 1987; «Тит Андроник» Уильяма Шекспира, 1989; «Сталин» Гастона Сальваторе, 1989).
Кроме работы в кино и театре, Раф Валлоне много снимался на телевидении в телефильмах и телесериалах: «Джейн Эйр» (мини-сериал, Италия, RAI, 1957), «Мельница По» (мини-сериал, 1963), «Алое и чёрное» (1982), «Христофор Колумб» (мини-сериал, 1984), «Гойя» (мини-сериал, 1985), «Весна Микеланджело» (1991) и др.
В период с 1942 по 2000 год Раф Валлоне снялся в Европе и США более чем в 90 кинофильмах как в главных ролях, так и в ролях второго плана и эпизодах.
Раф Валлоне пробовал себя в качестве режиссёра, поставив в 1970 году в Италии кинофильм «Осенью год спустя», в 1980 году во Франции на сцене Парижского театра пьесу «Вид с моста» Артура Миллера. После того, как Раф Валлоне окончательно оставил кинематограф, он много играл в театре в качестве актёра, а также организовал небольшую театральную труппу под названием «Раф Валлоне», в которой сам ставил спектакли и гастролировал со своей театральной труппой по всей стране, вплоть до самых отдалённых провинций Италии.
16 марта 1994 года за свою карьеру Раф Валлоне был удостоен звания Кавалера Большого креста Ордена «За заслуги перед Итальянской Республикой».
В 2001 году Раф Валлоне опубликовал автобиографию под названием «Алфавит памяти» (итал. L'alfabeto della memoria).
Раф Валлоне скончался в Риме 31 октября 2002 года в возрасте 86 лет.

## Семья
В 1950 году на съёмках кинофильма «Дорога надежды» Раф Валлоне познакомился с итальянской киноактрисой Эленой Варци, родившейся 21 декабря 1926 года в Риме. В 1952 году они поженились и прожили в браке 50 лет вплоть до смерти Рафа Валлоне. В 1950-е годы Раф и Элена снимались вместе в нескольких кинофильмах: «Запрещённый Христос» (1951), «Герои воскресного дня» (1952), «Рим в 11 часов» (1952), «Люди-торпеды» (1954), а последний раз вместе они снялись в фильме «Тони» (1999). Выйдя замуж, Элена Варци постепенно отказалась от собственной кинокарьеры в пользу семьи и воспитания детей. У супругов трое детей: старшая дочь Элеонора, а также близнецы — сын Саверио и дочь Арабелла. Элеонора Валлоне (родилась 1 февраля 1955 года в Риме) и Саверио Валлоне (родился 29 апреля 1958 года в Риме), как и их родители, стали артистами театра, кино и телевидения, а Арабелла Валлоне стала певицей.

## Избранная фильмография

### Кино
Актёр
1. 1942 — Мы — живые[итал.] / Noi vivi (Италия) — матрос
2. 1949 — Горький рис / Riso amaro (Италия) — Марко (главная роль)
3. 1950 — Нет мира под оливами / Non c'è pace tra gli ulivi (Италия) — Франческо Доминичи (главная роль)
4. 1950 — Дорога надежды[итал.] / Il Cammino della speranza (Италия) — Саро Каммарата (главная роль)
5. 1950 — Безграничные сердца / Cuori senza frontiere — Доменико
6. 1951 — Запрещённый Христос / Il Cristo proibito (Италия) — Бруно Бальди (главная роль)
7. 1951 — Анна[итал.] / Anna (Италия, Франция) — Андреа (главная роль)
8. 1951 — Развилка / Il bivio — Альдо Марчи
9. 1952 — Герои воскресного дня[итал.] / Gli eroi della domenica — Джино Барди (главная роль)
10. 1952 — Красный плащ / Camicie rosse (Италия, Франция) — Джузеппе Гарибальди (главная роль)
11. 1952 — Рим в 11 часов / Roma ore 11 (Италия, Франция) — Карло
12. 1952 — Приключения Мандрена / Le avventure di Mandrin — Мандрен
13. 1953 — Тереза Ракен[фр.] / Thérèse Raquin (Италия, Франция) — Лоран (главная роль)
14. 1954 — Пляж / La spiaggia (Италия, Франция) — Сильвио (главная роль)
15. 1954 — Одержимость[фр.] (Наваждение) / Obsession (Франция) — Альдо Джованни (главная роль)
16. 1954 — Судьбы (в новелле «Лисистрата») / Destinées (Италия, Франция)
17. 1954 — Люди-торпеды[итал.] / Siluri umani — Карло Ферри (главная роль)
18. 1955 — Знак Венеры / Il Segno di Venere (Италия) — Иньяцио Болоньини
19. 1955 — Андре Шенье / Andrea Chénier — Жерар
20. 1956 — Одержимые / Les possédées — Анджело
21. 1956 — Любовь / Liebe — Андреа
22. 1956 — Тайна сестры Анжелы / Le secret de soeur Angèle — Марсело
23. 1957 — Гвендолин / Guendalina — Гвидо
24. 1957 — Роза Бернд / Rose Bernd — Артур
25. 1958 — Продавщица фиалок / La Violetera (Испания, Италия) — Фернандо (главная роль)
26. 1958 — Месть / La Venganza (Испания) — Луис
27. 1958 — Ловушка / Le piège — Джино Карсоне
28. 1960 — Чочара / La Ciociara (Италия, Франция) — Джованни
29. 1960 — Холостяцкая квартирка / La garçonnière — Альберто Фиорини
30. 1960 — Прошение о помиловании / Recours en grâce — Марио ди Донати
31. 1961 — Эль Сид / El Cid (Италия, США) — граф Ордоньес
32. 1962 — Вид с моста / Uno sguardo dal ponte / Vu du pont (Италия, Франция) — Эдди Карбоне (главная роль, Премия «Давид ди Донателло» за лучшую мужскую роль)
33. 1962 — Федра[англ.] / Phaedra (Греция, Франция, США) — Танос, богатый судовладелец
34. 1963 — Кардинал[итал.] / The Cardinal (США) — кардинал Кваренги
35. 1964 — Тайное вторжение / The Secret Invasion (США) — Роберто Рокка
36. 1964 — Открытие Америки / La scoperta dell’America
37. 1965 — Желание умереть / Una voglia da morire
38. 1965 — Харлоу / Harlow — Марино Белло
39. 1966 — Если все женщины мира / Se tutte le donne del mondo (Италия)
40. 1966 — Невада Смит / Nevada Smith (США) — Заккарди, священник
41. 1967 — Отчаянные одиночки / The Desperate Ones — Виктор
42. 1968 — Другая сторона жизни / Volver a vivir — Луис Рубио
43. 1969 — Ограбление по-итальянски (Итальянская работа) / The Italian Job (Великобритания) — Альтабане
44. 1970 — Кремлёвское письмо / The Kremlin Letter (США)
45. 1970 — Пушка для Кордоба / Cannon for Cordoba (США) — Кордоба (главная роль)
46. 1970 — Труп появился вчера вечером / La Morte risale a ieri sera (Италия, ФРГ) — главная роль
47. 1971 — Перестрелка / A Gunfight (США)
48. 1972 — Лето — время убийств / Un Verano para matar (Испания, Италия, Франция)
49. 1974 — Дом страха / La casa della paura
50. 1974 — Симона / Simona
51. 1975 — Бутон розы / Rosebud (США) — Джордж Николас
52. 1975 — Человеческий фактор / The 'Human' Factor (Великобритания) — Лупо, доктор
53. 1975 — Нечаянное везение / That Lucky Touch
54. 1977 — Обратная сторона полуночи / The Other Side of Midnight (США) — Константин Демерис, греческий магнат
55. 1977 — Адвокат дьявола / Des Teufels Advokat
56. 1978 — Греческий магнат / The Greek Tycoon (США)
57. 1979 — Почти идеальный роман / An Almost Perfect Affair (США) — Федерико «Фредди» Бэрон
58. 1980 — Возвращение в Марсель / Retour à Marseille
59. 1981 — Лев пустыни (Омар Мухтар) / Lion of the Desert / Omar Mukhtar (Ливия, США) — полковник Диодис
60. 1981 — Сезон мира в Париже / Peace season in Paris (Франция, Югославия)
61. 1982 — Время умирать / A Time to Die
62. 1985 — Парадигма / Power of Evil (Франция, Западня Германия, Италия) — директор лаборатории
63. 1990 — Крёстный отец 3 / The Godfather: Part III — кардинал Ламберто
64. 1999 — Тони / Toni

Режиссёр
1. 1970 — Осенью год спустя (Италия)

### Телевидение
1. 1957 — Джейн Эйр (мини-сериал, Италия, RAI) / Jane Eyre
2. 1963 — Мельница По (мини-сериал) / Il mulino del Po
3. 1969 — 1974 — Театр субботнего вечера на ITV (сериал) / ITV Saturday Night Theatre — священник
4. 1972 — 1973 — Миллионы Мадигана (сериал) / Madigan
5. 1975 — Марко Висконти (мини-сериал) (Италия) / Marco Visconti — Марко Висконти (главная роль)
6. 1982 — Алое и чёрное / The Scarlet And The Black (США) — Витторио, священник
7. 1984 — Христофор Колумб[итал.] (мини-сериал) / Christopher Columbus (Италия, США) — Хосе Визиньо, астроном и врач
8. 1985 — Гойя (мини-сериал) / Goya
9. 1989 — / La leyenda del cura de Bargota
10. 1991 — Весна Микеланджело[итал.] / La primavera di Michelangelo (Италия, США) — испанский посол
11. 1992 — В круге первом / The First Circle (США, Франция)
12. 2000 — / Vino santo

Всего в фильмографии Рафа Валлоне насчитывается свыше 90 наименований.

## Театр
(неполный перечень)
Актёр
1. 1946 — «Войцек» Георга Бюхнера
2. 1958 — «Вид с моста» Артура Миллера, режиссёр Петер Брук, парижский Театр Антуана[фр.]
3. 1961 — «Отдых воина» Кристиан Рошфор, режиссёр Жан Меркур, Парижский театр[фр.]
4. 1967 — «Вид с моста» Артура Миллера
5. 1975 — «Строитель Сольнес» Генрика Ибсена
6. 1981 — «Герцогиня Maльфи» Джона Уэбстера, режиссёр Адриан Нобль, парижский театр Монфор[фр.]
7. 1984 — «Ностальгия» Франца Юнга
8. 1985 — «Огни богемы» Рамона Марии дель Валье-Инклана
9. 1987 — «Цена» Артура Миллера
10. 1989 — «Тит Андроник» Уильяма Шекспира
11. 1989 — «Сталин» Гастона Сальваторе[итал.]
12. «Кровавая свадьба» Федерико Гарсиа Лорки
13. «Наслаждение в добродетели» Луиджи Пиранделло

Режиссёр
1. 1961 — «Отдых воина» Кристиан Рошфор, адаптация Рафа Валлоне, режиссёр Жан Меркур, Парижский театр
2. 1980 — «Вид с моста» Артура Миллера, режиссёр Раф Валлоне, Парижский театр

## Награды
1. Сезон 1935—1936 годов — Кубок Италии в составе футбольного клуба «Торино».
2. 1962 — Премия «Давид ди Донателло» за лучшую мужскую роль (фильм «Вид с моста»).
3. 16 марта 1994 года — Кавалер Большого креста Ордена «За заслуги перед Итальянской Республикой».